# Stoeberia
Stoeberia là chi thực vật có hoa trong họ Aizoaceae.